# Municipio de Ixhuatlancillo
El municipio de Ixhuatlancillo se encuentra ubicado en la zona central montañosa del Estado mexicano de Veracruz en la región llamada de las Grandes montañas, es uno de los suburbios de la ciudad de Orizaba, por lo tanto ha tenido un crecimiento urbano considerable en los últimos años. Es uno de los 212 municipios de la entidad. Está ubicado en las coordenadas 18°54” latitud norte y 97°9” longitud oeste, y cuenta con una altura de 1.420 m s. n. m.. Su cabecera es la localidad de Ixhuatlancillo.
El municipio lo conforman 18 localidades en las cuales habitan 15.644 personas, es un municipio categorizado como Semiurbano.

## Límites
- Norte: Mariano Escobedo.
- Sur: Nogales, Orizaba y Río Blanco.
- Este: Mariano Escobedo y Orizaba.
- Oeste: Nogales y Maltrata.

## Clima
Ixhuatlancillo tiene un clima principalmente templado y húmedo con lluvias recurrentes en verano y otoño y con nublados constantes y descenso notable en la temperatura, con nevadas en las zonas más altas.

## Historia
Se conocía como Ixhuatlán en 1793 o Ixhuatlancillo del Monte. Es muy probable que fuera un sujeto De San Pedro Ixhuatlán, perteneciente a la jurisdicción de Córdoba.
La Historia de Orizaba se refiere a la historia local de la ciudad de Orizaba Veracruz México, que fue una de las ciudades más importantes del Virreinato de la Nueva España, fue una ciudad castigada por su lealtad a la causa realista primero durante la guerra de Independencia y después fiel a la causa conservadora durante todas las guerras e intervenciones del siglo XIX y después azotada por la Revolución mexicana por su lealtad a Porfirio Díaz. Desde entonces, Orizaba fue nuevamente saqueada y comenzó un periodo de decadencia para no volver a recuperar jamás la belleza y elegancia que tuvo durante varios siglos en el año 1968 cuando cambiaron el nombre.

## Cultura
El municipio de  Ixhuatlancillo celebra sus tradicionales fiestas católicas cada año. Celebra hasta 40 fiestas anualmente. Son festividades patronales de las comunidades náhuatl. La principal fiesta es la patronal del 2 de febrero en honor a Nuestra señora de la Candelaria. Es un municipio predominantemente náhuatl que por lo tanto es mayoritariamente usado esta lengua.